# عائلة سمبسون والفلسفة
عائلة سمبسون والفلسفة: هو كتاب غير خيالي يُحلِّل الفلسفة وتاثيرات الثقافة الشعبية للمسلسل الهزلي الأمريكي عائلة سمبسون. قام بتحريرِ الكتاب ويليام أروين ومارك ت.كونارد وأيون ج.سكوبل وكتب كل منهم أيضًا واحدةً من المقالات الثمانية عشر في الكتاب.
صدرَ الكتاب في الثامن والعشرين من شباط/فبراير 2001 باعتباره مجلدًا ثانيًا من سلسلة الثقافة والفلسفة الشعبيّة والتي تضمُّ 80 كتابًا. حقَّق الكتاب نجاحًا كبيرًا سواءً في نسبِ المبيعات أو بشكلٍ نقدي، كما استُخدم أيضًا كنصٍّ رئيسي في العديد من الجامعات مع دورات الفلسفة.

## المحتوى
يتضمَّنُ الكتاب مساهمات من ثمانية عشر أكاديميًا في مجال الفلسفة. الموضوعات المدرجة هي مقارنات بين الشخصيّات في العرض مثل هومر سمبسون وأرسطو أو بارت سبمسون وفريدريك نيتشه. يطرح الكتاب موضوعات مثل سبب كون جاذبية هوميروس عالميّة من خلال القول بأنه يتحدث عن صراعاتٍ أساسيّة حول ما يمنحُ الإنسان المتعة.
تشملُ الموضوعات الأخرى الطريقة التي يُقدَّم فيها البرنامج بتصريحات فلسفية وآراء حول جنس السياسة ويُناقش الكتاب الدين أيضًا، مثل شعور الذنب الذي شعر به هوميروس لعدم ذهابه إلى الكنيسة أو تجربة نيد فلاندرز للمآسي على الرغمِ من اتباعهِ الكتاب المقدس عن كثب.

## الاستقبال
كان الكتاب ناجحًا للغاية، حيث بيع منه أكثر من 203000 نسخة ما يجعله الكتاب الأكثر مبيعًا في سلسلة الثقافة والفلسفة الشعبيّة. كان الكتاب أيضًا ناجحًا بشكل نقدي، حيث سلَّط الضوء على الموضوعات الفلسفية التي تَمكَّنَ الكتاب من صنعها مع عائلة سمبسون. قيَّمت مجلة بوكليست (بالإنجليزية: Booklist)‏ بالقول:
بينما علَّقت مجلة بابليشرز ويكلي (بالإنجليزية: Publishers Weekly)‏ بالقول:
في جامعة سيينا هايتس، اعتُمدت دورة بعنوان «الفلسفة المتحركة والدين» الكتاب كأحد النصوص الرئيسيّة للمساعدة في تدريس الفلسفة، كما تمَّ الإشادةُ بالكتابِ لكونه قادرًا على إقامة روابط مع الدراسات الفلسفية والشباب، باستخدام الثقافة الشعبية. يقول الأساتذة الذين اعتمدوا على الكتاب إنهُ «يُساعد في جذب الناس إلى الفلسفة». كُرِّست دورة بعنوان سمبسون والفلسفة (بالإنجليزية: Simpsons and Philosophy)‏ بالكامل للحديث عن الكتاب وما جاءَ به وذلك في جامعة كاليفورنيا. في المقابل، انتقد ستيف كارول الكتاب ومثله فعل آخرون بسبب تخفيف المحتوى الفلسفي أثناء إجراء روابط ضعيفة مع الموضوعات الشائعة من أجل زيادة جاذبية المستهلكين.